# Roger Milla
Roger Milla (właśc. Albert Roger Mooh Miller, ur. 20 maja 1952 w Jaunde) – kameruński piłkarz, który grał na pozycji napastnika. Posiada także obywatelstwo francuskie.

## Kariera
Roger Milla to jedna z pierwszych i najbardziej rozpoznawalnych afrykańskich gwiazd piłkarskich na arenie międzynarodowej, porównywany do gwiazd europejskich czy południowoamerykańskich. Ten międzynarodowy poziom osiągnął dopiero po skończeniu 38 lat, czyli w wieku, którym piłkarze są zwykle już po zakończeniu kariery. Pierwszym klubem Milli był Eclair Douala, do którego trafił w 1965 roku w wieku 13 lat. W 1971 roku został zawodnikiem Léopards Duala, w którym występował do 1974 roku. Dwukrotnie zdobył z nim mistrzostwo Kamerunu (1972, 1973). Następnie został zawodnikiem Tonnerre Jaunde, z którym w sezonie 1974/1975 wygrał Afrykański Puchar Zdobywców Pucharów (finał 1976).
W 1977 roku wyjechał do Francji grać w Valenciennes FC, w którym występował do 1979 roku. Następnym klubem w karierze Milli było AS Monaco, z którym w sezonie 1979/1980 zdobył Puchar Francji. Ten sukces powtórzył Puchar Francji: rok później w barwach Bastii, w której występował do 1984 roku. Następnymi klubami w karierze Milli były: AS Saint-Étienne (1984-1986), Montpellier HSC (1986-1989), JS Saint-Pierroise (1989-1990), kameruński Tonnerre Jaunde (1990-1994) i indonezyjskie kluby: Pelita Jaya (1994-1995) oraz Putra Samarinda, w której Milla w 1996 roku w wieku 44 lat zakończył piłkarską karierę.

## Reprezentacja
Milla zaliczył pierwszy występ w reprezentacji Kamerunu w roku 1973 przeciwko Zairowi. Reprezentował swój kraj na mistrzostwach świata w Hiszpanii w 1982. Po raz pierwszy zrezygnował z występów w drużynie narodowej w 1987 roku i przeniósł się na wyspę Reunion, by tam kończyć karierę. Jednakże w 1990 Milla otrzymał telefon od prezydenta Kamerunu, Paula Biyi, który namówił Millę na powrót do reprezentacji. Milla się zgodził, w związku z czym pojechał na swój drugi w karierze mundial – MŚ 1990 we Włoszech. Milla stał się jedną z głównych gwiazd turnieju. We Włoszech zdobył 4 bramki, każde ich zdobycie celebrując charakterystycznym tańcem przy narożniku boiska, zaczynając w ten sposób swoistą modę na celebrowanie strzelonego gola w niepowtarzalny dla każdego piłkarza sposób. Dwie z tych bramek zdobył w dogrywce meczu z Kolumbią, które dały awans Kamerunowi do ćwierćfinału. Kamerun stał się pierwszą afrykańską drużyną, która awansowała w mistrzostwach świata tak daleko (potem powtórzył ten sukces Senegal na MŚ w 2002 oraz Ghana na MŚ w 2010). Milla powrócił jeszcze na mistrzostwa świata w 1994 roku w wieku 42 lat. Na MŚ w USA Kamerun odpadł w fazie grupowej, Milla zdobył jednak honorowego gola w meczu z Rosją, bijąc swój własny rekord jako najstarszy strzelec gola w turnieju mistrzostw świata.
Ponadto Milla z reprezentacją dwukrotnie zdobył Puchar Narodów Afryki (1984, 1988), grał w finale tego turnieju (1986) oraz startował na igrzyskach olimpijskich 1984 w Los Angeles.

### Mundial 1990
Roger Milla w wieku 38 lat stał się jedną z głównych gwiazd turnieju. We Włoszech zdobył 4 bramki, każde ich zdobycie celebrując charakterystycznym tańcem przy narożniku boiska, zaczynając w ten sposób swoistą modę na celebrowanie strzelonego gola w niepowtarzalny dla każdego piłkarza sposób. Dwie z tych bramek zdobył w dogrywce meczu z reprezentacją Kolumbii, które dały awans reprezentacji Kamerunu do ćwierćfinału, czym samym jego reprezentacja stała się pierwszą afrykańską drużyną, która awansowała w mistrzostwach świata tak daleko (potem powtórzył ten sukces reprezentacja Senegalu na Mundialu 2002, reprezentacja Ghany na Mundialu 2010 oraz reprezentacja Maroka na Mundialu 2022).

### Mundial 1994
W 1994 roku Roger Milla w wieku 42 lat wystąpił na trzecim w swoim karierze mundialu rozgrywanym w Stanach Zjednoczonych, co czyniło go przez 20 lat najstarszym graczem w historii mundialu (rekord pobity na Mundialu 2014 przez kolumbijskiego bramkarza Faryda Mondragóna – 43 lata, 3 dni). Dnia 28 czerwca 1994 roku podczas meczu z reprezentacją Rosji rozgrywanym na Stanford Stadium w Palo Alto strzelił dla swojej drużyny gola, co czyni go najstarszym strzelcem w historii mundialu, jednak jego drużyna przegrała ten mecz 1:6. Po tym turnieju Milla zakończył reprezentacyjną karierę.

## Statystyki
| Klub               | Sezon                         | Liga               | Liga  | Liga   | Puchar krajowy | Puchar krajowy | Puchar międzynarodowy | Puchar międzynarodowy | Łącznie | Łącznie |
| Klub               | Sezon                         | Liga               | Mecze | Bramki | Mecze          | Bramki         | Mecze                 | Bramki                | Mecze   | Bramki  |
| ------------------ | ----------------------------- | ------------------ | ----- | ------ | -------------- | -------------- | --------------------- | --------------------- | ------- | ------- |
| Eclair de Douala   |                               |                    |       |        |                |                |                       |                       |         |         |
| 1968/1969          | Kameruńska Première Division  | 28                 | 1     |        |                |                |                       | 28                    | 1       |         |
| 1969/1970          | Kameruńska Première Division  | 29                 | 5     |        |                |                |                       | 29                    | 5       |         |
| Łącznie            | Łącznie                       | Łącznie            | 57    | 6      |                |                |                       |                       | 57      | 6       |
| Léopard de Douala  |                               |                    |       |        |                |                |                       |                       |         |         |
| 1970/1971          | Kameruńska Première Division  | 29                 | 25    |        |                |                |                       | 29                    | 25      |         |
| 1971/1972          | Kameruńska Première Division  | 30                 | 20    |        |                |                |                       | 30                    | 20      |         |
| 1972/1973          | Kameruńska Première Division  | 28                 | 19    |        |                |                |                       | 28                    | 19      |         |
| 1973/1974          | Kameruńska Première Division  | 30                 | 25    |        |                |                |                       | 30                    | 25      |         |
| Łącznie            | Łącznie                       | Łącznie            | 117   | 89     |                |                |                       |                       | 117     | 89      |
| Tonnerre Yaoundé   |                               |                    |       |        |                |                |                       |                       |         |         |
| 1974/1975          | Kameruńska Première Division  | 29                 | 23    |        |                |                |                       | 29                    | 23      |         |
| 1975/1976          | Kameruńska Première Division  | 28                 | 26    |        |                |                |                       | 28                    | 26      |         |
| 1976/1977          | Kameruńska Première Division  | 30                 | 20    |        |                |                |                       | 30                    | 20      |         |
| Łącznie            | Łącznie                       | Łącznie            | 87    | 69     |                |                |                       |                       | 87      | 69      |
| Valenciennes FC    |                               |                    |       |        |                |                |                       |                       |         |         |
| 1977/1978          | Première Division             | 0                  | 0     |        |                |                |                       | 0                     | 0       |         |
| 1978/1979          | Première Division             | 28                 | 6     | 1      | 1              |                |                       | 29                    | 7       |         |
| Łącznie            | Łącznie                       | Łącznie            | 28    | 6      | 1              | 1              |                       |                       | 29      | 7       |
| AS Monaco          |                               |                    |       |        |                |                |                       |                       |         |         |
| 1979/1980          | Première Division             | 17                 | 2     | 8      | 3              |                |                       | 25                    | 5       |         |
| Łącznie            | Łącznie                       | Łącznie            | 17    | 2      | 8              | 3              |                       |                       | 25      | 5       |
| SC Bastia          |                               |                    |       |        |                |                |                       |                       |         |         |
| 1980/1981          | Première Division             | 30                 | 9     | 9      | 8              |                |                       | 39                    | 17      |         |
| 1981/1982          | Première Division             | 23                 | 8     | 6      | 3              |                |                       | 29                    | 11      |         |
| 1982/1983          | Première Division             | 29                 | 13    | 2      | 0              |                |                       | 31                    | 13      |         |
| 1983/1984          | Première Division             | 31                 | 5     | 3      | 1              |                |                       | 34                    | 6       |         |
| Łącznie            | Łącznie                       | Łącznie            | 113   | 35     | 20             | 12             |                       |                       | 133     | 47      |
| AS Saint-Étienne   |                               |                    |       |        |                |                |                       |                       |         |         |
| 1984/1985          | Division 2                    | 31                 | 22    | 8      | 3              |                |                       | 39                    | 25      |         |
| 1985/1986          | Division 2                    | 28                 | 9     | 2      | 2              |                |                       | 30                    | 11      |         |
| Łącznie            | Łącznie                       | Łącznie            | 59    | 31     | 10             | 5              |                       |                       | 69      | 36      |
| Montpellier HSC    |                               |                    |       |        |                |                |                       |                       |         |         |
| 1986/1987          | Division 2                    | 33                 | 18    | 2      | 1              |                |                       | 35                    | 19      |         |
| 1987/1988          | Première Division             | 33                 | 12    | 4      | 3              |                |                       | 37                    | 15      |         |
| 1988/1989          | Première Division             | 29                 | 7     | 2      | 0              |                |                       | 31                    | 7       |         |
| Łącznie            | Łącznie                       | Łącznie            | 95    | 37     | 8              | 4              |                       |                       | 103     | 41      |
| JS Saint-Pierroise |                               |                    |       |        |                |                |                       |                       |         |         |
| 1989               | Réunion Premier League        |                    |       |        |                |                |                       |                       |         |         |
| 1990               | Réunion Premier League        | 23                 | 8     |        |                |                |                       | 23                    | 8       |         |
| Łącznie            | Łącznie                       | Łącznie            | 23    | 8      |                |                |                       |                       | 23      | 8       |
| Tonnerre Jaunde    |                               |                    |       |        |                |                |                       |                       |         |         |
| 1990/1991          | Kameruńska Première Division  | 29                 | 22    |        |                |                |                       | 29                    | 22      |         |
| 1991/1992          | Kameruńska Première Division  | 30                 | 19    |        |                |                |                       | 30                    | 19      |         |
| 1992/1993          | Kameruńska Première Division  | 27                 | 23    |        |                |                |                       | 27                    | 23      |         |
| 1993/1994          | Kameruńska Première Division  | 30                 | 25    |        |                |                |                       | 30                    | 25      |         |
| Łącznie            | Łącznie                       | Łącznie            | 116   | 89     |                |                |                       |                       | 116     | 89      |
| Pelita Jaya        |                               |                    |       |        |                |                |                       |                       |         |         |
| 1994/1995          | Indonezyjska Premier Division | 23                 | 23    |        |                |                |                       | 23                    | 23      |         |
| Łącznie            | Łącznie                       | Łącznie            | 23    | 23     |                |                |                       |                       | 23      | 23      |
| Putra Samarinda    |                               |                    |       |        |                |                |                       |                       |         |         |
| 1995/1996          | Indonezyjska Premier Division | 12                 | 18    |        |                |                |                       | 12                    | 18      |         |
| Łącznie            | Łącznie                       | Łącznie            | 12    | 18     |                |                |                       |                       | 12      | 18      |
| Łącznie w karierze | Łącznie w karierze            | Łącznie w karierze | 747   | 413    | 47             | 25             |                       |                       | 794     | 438     |

## Sukcesy piłkarskie

### Léopard de Douala
- Mistrz Kamerunu: 1972, 1973

### Tonnerre Yaoundé
- Afrykański Puchar Zdobywców Pucharów: 1975
- Finał Afrykańskiego Pucharu Zdobywców Pucharów: 1976

### AS Monaco
- Puchar Francji: 1980

### SC Bastia
- Puchar Francji: 1981

### Montpellier HSC
- Awans do Ligue 1: 1987

### JS Saint-Pierroise
- Mistrzostwo Reunionu: 1989
- Puchar Reunionu: 1989

### Reprezentacja Kamerunu
- Puchar Narodów Afryki: 1984, 1988
- Finał Pucharu Narodów Afryki: 1986
- Ćwierćfinał mundialu: 1990

### Indywidualne
- Piłkarz Roku Afryki: 1976, 1990
- Członek FIFA 100: 2004

## Po zakończeniu kariery
Roger Milla po zakończeniu kariery zasiadał w sztabie szkoleniowym francuskiego Montpellier HSC, a w latach 2007-2011 trenował kameruński Tonnerre Jaunde, którego w latach 2011-2012 był dyrektorem sportowym. Roger Milla obecnie jest ambasadorem ds. Afryki. W 2004 roku został wybrany przez Pelégo na listę FIFA 100 (100 najlepszych żyjących piłkarzy w historii), a w 2007 roku najlepszym afrykańskim piłkarzem 50-lecia.
W 2010 roku wystąpił w reklamie Coca-Coli promującej Mundial 2010, w której zasiadał na stadionie pijąc reklamowany produkt, a we fragmencie filmu z Mundialu 1990 wykonywał taniec po zdobyciu bramki.